# OpenCore Legacy Patcher
OpenCore Legacy Patcher (OCLP) ist eine Software, die es ermöglicht, das Apple-Betriebssystem macOS auf nicht mehr unterstützen Intel-Macs ab Baujahr 2007 installieren zu können.
Installieren kann OCLP derzeit (Stand: 16. September 2024) die Betriebssysteme macOS 11 Big Sur, macOS 12 Monterey, macOS 13 Ventura, macOS 14 Sonoma und macOS 15 Sequoia sowie Updates dieser Systeme. 
Die Installation von OCLP setzt als Systemanforderung mindestens OS X 10.10 Yosemite sowie wenigstens 4 GB RAM voraus. Die Installation von Big Sur, Monterey und Ventura benötigt mindestens macOS 10.11 El Capitan und zur Installation von Sonoma und Sequoia muss mindestens macOS 10.13 High Sierra laufen. Nach dem Patchen kann man übrigens auch Windows 10 und 11 installieren.
OCLP kann als Freeware von der Website seiner Entwickler heruntergeladen werden.
Das Programm muss kein eigenes Betriebssystem erstellen, da es ausschließlich auf dem OpenCore-Bootloader basiert. Hierbei handelt es sich um eine Open-Source-Alternative zum originalen macOS-Bootloader. Im OpenCore-Bootloader ersetzt OCLP bestimmte Komponenten und erstellt eine dementsprechend angepasste OpenCore-Konfigurationsdatei. Zu den ersetzten Komponenten speichert OCLP ein Netzwerk von Verweisen im RAM. Anhand der entsprechenden Verweise-Liste wird das Verweise-Netzwerk bei jedem Neustart aufgebaut. Einige der Verweise benötigen zum Adressieren der zugehörigen Komponenten Root-Rechte. Darum baut ein Root-Patch das Verweise-Netzwerk jeweils neu auf, sollten sich Verweise, Komponenten oder Hardware ändern. Durch diesen Root-Patch werden auch eigentlich nicht mehr unterstütze Geräte (z. B. Grafikkarte usw.) wieder zum Laufen gebracht.
OCLP ist im Jahr 2021 aus einem Hobbyprojekt seiner Entwickler hervorgegangen. Entwickelt wird es seitdem von der Hackintosh-Community, also nicht von einer bestimmten Person oder einem speziellen Team. Darum ist das Programm kostenlos. Geleitet wird das OCLP-Projekt von dem ukrainischen Software-Entwickler Mykola Grymalyuk.
Die Grundlagen seiner grafischen Benutzeroberfläche sowie der zu programmierenden Dateien ähneln dem früheren OpenCore-Projekt dosdude1 von Collin Mistr. Mit dessen Patchern war es möglich geworden, die früheren Betriebssysteme macOS 10.12 Sierra, 10.13 High Sierra, 10.14 Mojave und 10.15 Catalina auf nicht mehr unterstützten älteren Intel-Macs zu installieren. 
Auch die Entwickler von OCLP verfolgen das Ziel, aus Gründen der Nachhaltigkeit veraltete Rechner möglichst lange mit aktuellen Betriebssystemen nutzen zu können. Dadurch brauchen mit neuen Betriebssystemen inkompatible, aber noch funktionstüchtige Altgeräte nicht aufgrund geplanter Obsoleszenz durch Neugeräte ersetzt zu werden.
OCLP unterstützt bspw. macOS Sequoia auf 83 verschiedenen Intel-Macs der Baujahre 2008 bis 2019.
Laut einem Testbericht der Fachzeitschrift „Mac & i“ (Heft 2/2023, S. 50, Autor Leo Becker) gelang es OCLP, auf den meisten der getesteten Macs (Baujahr 2012–2016) ein aktuelles macOS zu installieren.
Online-Nachrichtenseiten berichten regelmäßig über das Programm.
Das Internet-Forum „macsofa“ hat eine deutschsprachige Bedienungsanleitung veröffentlicht.